# Caroline Holmyard
Caroline Holmyard (Bristol, 17 de diciembre de 1961) es una deportista británica que compitió en natación sincronizada. Ganó tres medallas de oro en el Campeonato Europeo de Natación, en los años 1981 y 1983.

## Palmarés internacional
| Campeonato Europeo | Campeonato Europeo | Campeonato Europeo | Campeonato Europeo |
| Año                | Lugar              | Medalla            | Prueba             |
| ------------------ | ------------------ | ------------------ | ------------------ |
| 1981               | Split (Yugoslavia) | Medalla de oro     | Dúo                |
| 1981               | Split (Yugoslavia) | Medalla de oro     | Equipo             |
| 1983               | Roma (Italia)      | Medalla de oro     | Equipo             |